# 纳塔利娅·利亚莫萨
纳塔利娅·利亚莫萨·莫斯克拉（西班牙語：Natalia Llamosa Mosquera，1997年6月14日—），哥伦比亚女子举重运动员，2022年南美运动会女子64公斤级金牌得主、2022年世界举重锦标赛女子64公斤级铜牌得主、2023年世界举重锦标赛女子64公斤级金牌得主。